# Ronald Langón
Ronald Langón, vollständiger Name: Ronald Arturo Langón, (* 6. August 1939; † 31. August 2021) war ein uruguayischer Fußballspieler.

## Spielerlaufbahn

### Verein
Langón gehörte in der Spielzeit 1962 dem Kader des montevideanischen Vereins Defensor in der Primera División an. 1964 stand er in Reihen Nacionals. 1970 wurde er vom venezolanischen Klub Deportivo Galicia verpflichtet. Anschließend war er noch für Tiquire Aragua (Tiquire Flores de Maracay) aktiv.

### Nationalmannschaft
Langón war auch Mitglied der A-Nationalmannschaft Uruguays, für die er zwischen dem 29. November 1961 und dem 15. Mai 1966 elf Länderspiele absolvierte. Ein Länderspieltor erzielte er nicht. Mit der Celeste nahm der Stürmer an der Weltmeisterschaft 1962 teil. Dort kam er im Gruppenspiel gegen Kolumbien zum Einsatz.